# Julio Durval Fuentes
Julio Durval Fuentes (Neuquén, Argentina, 21 de agosto de 1960). Dirigente sindical y político argentino, nacido en la ciudad de Neuquén, Argentina, el 21 de agosto de 1960. Actualmente es miembro del consejo directivo nacional de la Asociación Trabajadores del Estado de Argentina . Asociación Trabajadores del Estado (ATE), el sindicato de empleados públicos de la Argentina fundado en 1925. Ocupó el cargo de Secretario General adjunto nacional en los periodos 2003/2007,2007/2011 y fue electo secretario general  hasta el año 2015 y, para el período 2015-2019, pasó a desempeñarse como Secretario General Adjunto. En agosto de 2012 fue elegido Presidente de la Confederación Latinoamericana de Trabajadores Estatales (CLATE) durante la realización del Congreso "Tucapel Jiménez Alfaro" en la ciudad de Buenos Aires. En febrero de 2017, en el Congreso Cincuentenario de la Confederación realizado en Cartagena de Indias, Colombia, fue reelecto presidente hasta el año 2021, en octubre del año 2021 fue reelecto presidente del Clate por un nuevo periodo 2021-2025.
En diciembre del 2021 fue reelecto Secretario de Relaciones Internacionales de Unidad Popular fuerza política argentina integrante del Frente de Todos coalición de gobierno actual en su país.

## Juventud
Cursó sus estudios secundarios en la Escuela Nacional de Educación Técnica Nº 1 y egresó en 1978, con el título de Maestro Mayor de Obras. En 1981 ingresó al Estado provincial neuquino como trabajador del Instituto de Seguridad Social. .

## Carrera Sindical
En noviembre de 1983 participó en la fundación del Sindicato Único de Trabajadores Estatales Neuquinos (SUTEN). En 1986 fue protagonista del proceso de integración que culminó con la unidad de SUTEN y la Asociación Trabajadores del Estado (ATE). Fue Secretario Gremial de ATE Neuquén hasta 1991. Ese año fue elegido Secretario General, cargo que ocupó hasta 2003. 
En 1991 formó parte del grupo de dirigentes y activistas que sumó su voz al llamado “grito de Burzaco”, movimiento que luego daría vida a la Central de los Trabajadores de la Argentina (CTA). Fue elegido Secretario General de la CTA de Río Negro y Neuquén. 
Durante la década de los noventa, cuando Neuquén se transformó en escenario de los mayores conflictos sociales que atravesaba la Argentina como consecuencia del proceso de liberalización indiscriminada de la economía, Julio Fuentes lideró los reclamos populares en su provincia. 
En 2003 integró junto a Pablo Micheli la fórmula electoral con la cual la Lista Verde ANUSATE disputó la conducción nacional de ATE. Como resultado de los comicios fue elegido Secretario General Adjunto del sindicato. Cargo para el que fue reelecto en 2007.
Durante 2010 acompañó al sector liderado por Pablo Michelli en las elecciones internas de la CTA.
En 2011, Julio Fuentes encabezó la Lista Verde ANUSATE como candidato a Secretario General del Consejo Directivo Nacional de la Asociación Trabajadores del Estado para las elecciones del 4 de agosto. Resultó ganador de los comicios y se desempeñó en dicho cargo hasta el año 2015. Ese mismo año fue elegido como Secretario General Adjunto para el período 2015-2019.

## Sus inicios en la política
A la par de su actividad sindical, Fuentes trabajó en la construcción de una nueva fuerza política en la provincia de Neuquén. Con el objetivo de representar a nivel local los intereses de los trabajadores y los sectores populares, en octubre de 2005 fundó el partido Unión de los Neuquinos (UNE). Con esta fuerza debutó en el terreno político en las elecciones a convencionales constituyentes provinciales de ese mismo año. A pesar de ser una fuerza nueva, el UNE logró el 15% de los sufragios y Julio Fuentes fue elegido convencional constituyente. 
Para 2007 se presentó como candidato a gobernador de la provincia de Neuquén. Luego de esa elección su partido quedó posicionado como tercera fuerza política. 
Durante los años 2008 y 2009 participó junto a Víctor De Gennaro en la construcción de la Constituyente Social, una convocatoria abierta a organizaciones sociales y sindicales que reunió a decenas de miles de personas en San Salvador de Jujuy (en noviembre de 2008) y en la ciudad de Neuquén (en noviembre del 2009).
Constituyó en el año 2011, junto a Víctor De Gennaro y Claudio Lozano,  entre otros, la Corriente Nacional por la Unidad Popular. Esta fuerza política, de carácter federal, quedó integrada por fuerzas de diferentes provincias del país: Unión de los Neuquinos (Neuquén), Pares (Santa Fe), Cruzada Renovadora (San Juan), Unión Popular (Provincia de Buenos Aires) y Buenos Aires para Todos (Capital Federal).

## El recuerdo del Che
El 20 de junio de 2008, junto a los afiliados y dirigentes del Consejo Directivo Provincial de ATE Neuquén, inauguró un museo en homenaje a la figura de Ernesto Che Guevara en San Martín de los Andes. El lugar elegido fue un viejo galpón del Parque nacional Lanín, conservado por los trabajadores del Parque, que fue bautizado como “La Pastera”. Allí se habían alojado el Che y su amigo Alberto Granado cuando iniciaban su primer viaje por Latinoamérica en 1952.

## Construcción de medios alternativos
En diciembre de 2010, relanzó en su provincia natal la primera señal de televisión abierta gestionada por una organización sindical. Televisión Central de Neuquén (TVC) fue concebida como un proyecto de comunicación alternativa, destinado a posicionar la voz de los trabajadores en el concierto de los medios masivos de comunicación. 

## Presidencia de CLATE
En el XI Congreso General de la Confederación Latinoamericana de Trabajadores Estatales (CLATE), celebrado en la Ciudad de Buenos Aires entre el 8 y el 10 de agosto de 2012, fue elegido Presidente de la organización. Durante el XII Congreso "Cincuentenario" de la CLATE, realizado en Cartagena de Indias, Colombia, fue reelecto presidente de la Confederación hasta el año 2021.
Como presidente de la CLATE se destacó por su participación, en representación de la Confederación, en la Conferencia Internacional del Trabajo (CIT) de la Organización Internacional del Trabajo (OIT), que se realiza todos los años en Ginebra, Suiza. Desde su primera participación en la 102.º CIT de 2013, se ocupó de llevar a ese foro internacional la problemática de los trabajadores del sector público de la región. En septiembre de 2015 por primera vez tomó la palabra en nombre de la CLATE ante la 104.ª CIT, y continuó haciéndolo en las Conferencias 105.ª y 106.ª de OIT, celebradas en 2016 y 2017 respectivamente. 
Asimismo, desde la presidencia de la CLATE desarrolló anualmente campañas continentales en defensa del empleo público ante cada celebración del Día del Trabajador del Estado, que se realiza cada 27 de junio en conmemoración de la sanción del Convenio Nº 151 de OIT que reconoció el derecho a sindicación y negociación colectiva para los trabajadores de la administración pública a nivel internacional.   
En noviembre de 2017 participó de la Conferencia Internacional “De la Populorum Progressio a la Laudato Si”, organizada por el Dicasterio para el Servicio del Desarrollo Humano Integral en el Vaticano, junto a destacados líderes sindicales de 160 países del mundo.